# Pitkäkari (Helsinki, bei Katajaluoto)

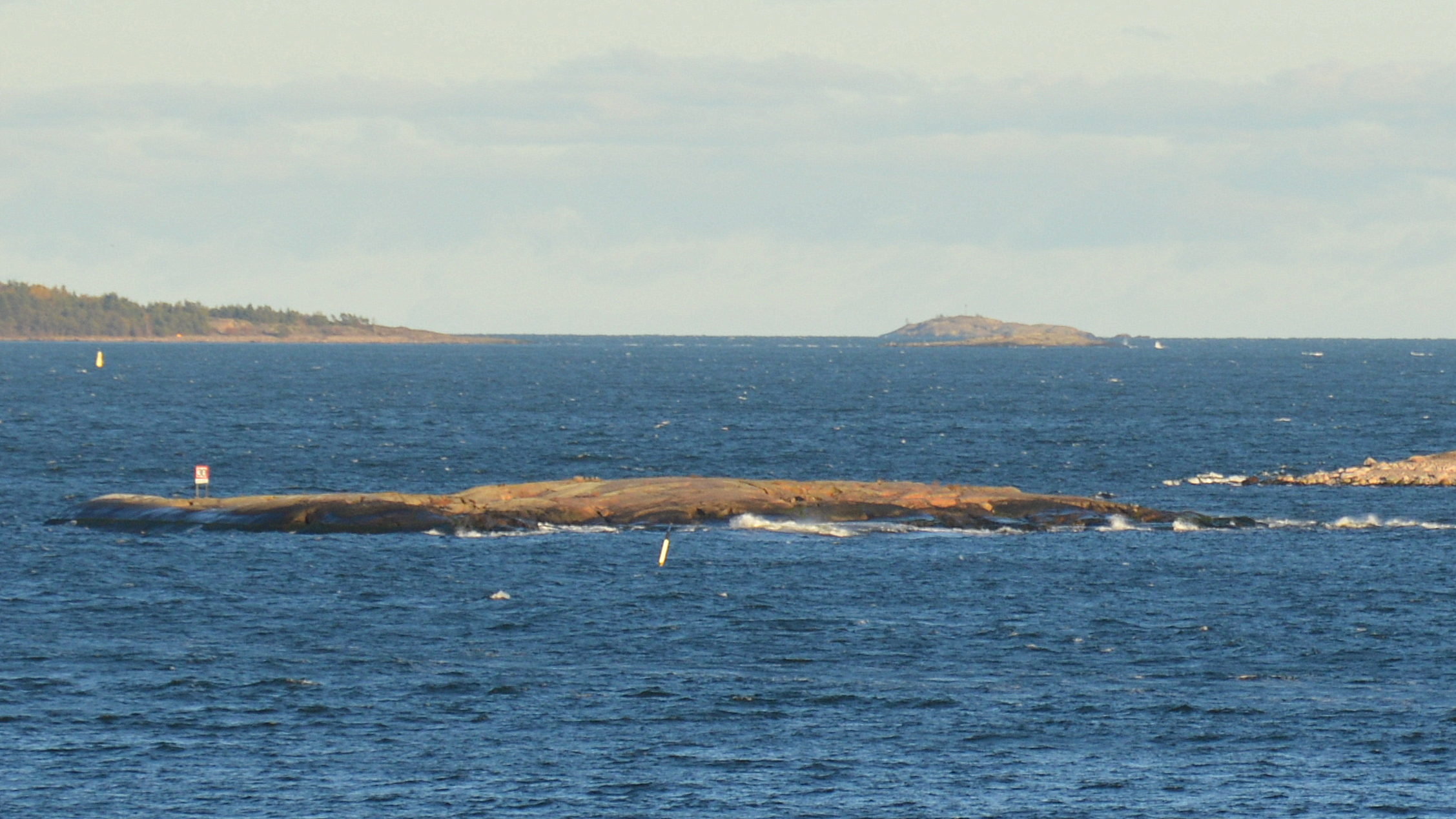
Pitkäkari

Pitkäkari (schwedisch: Långskär) ist eine zu Finnland gehörende Schäre in der Ostsee südlich von Helsinki im Finnischen Meerbusen.
Die Schäre gehört zum Teilgebiet Aluemeri des Stadtteils Ulkosaaret der finnischen Hauptstadt Helsinki. Westlich von Laakapaasi verläuft der Seeweg zum etwa sechs Kilometer nördlich gelegenen Hafen von Helsinki. Etwas weiter südöstlich liegt die Schäre Laakapaasi, nordwestlich befindet sich die etwas größere Insel Katajaluoto.
Die unbewohnte Insel erstreckt sich von Westen nach Osten über etwa 110 Meter und von Norden nach Süden über ungefähr 95 Meter. Sie erhebt sich nur wenig über die Wasseroberfläche und ist weitgehend kahl. An ihrem Nordende befindet sich ein Seezeichen.